# زنان در ترکیه
زنان در ترکیه به زنانی اشاره دارد که در کشور ترکیه زاده شده‌اند یا در این کشور زندگی می‌کنند. تبعیض جنسیتی بر اساس قانون اساسی ترکیه ممنوع است. جنبش فمینیستی ترکیه در قرن نوزدهم و در زمان فروپاشی امپراتوری عثمانی آغاز شد. آرمان برابری جنسیتی پس از اعلام جمهوری ترکیه، توسط دولت مصطفی کمال آتاتورک پذیرفته شد و اصلاحات بزرگی پس از آن انجام پذیرفت. جامعه ترکیه مرد سالار است، با این حال سوابق تاریخی هم وجود دارد که نشان می‌دهد زنان در جامعه کشور نقش مهمی داشته‌اند.
زنان در ترکیه از نابرابری‌های جنسیتی در آموزش و اشتغال رنج می‌برند با این حال در دهه‌های اخیر شرایط آنان بسیار بهتر شده‌است. زنان در این کشور از آزادی‌های اجتماعی بهتری نسبت به کشورهای جهان سوم  برخوردارند. به نحوی که برخی از زنان از کشورهای همسایه برای ادامه فعالیت و بهبود وضعیت شغلی خود به ترکیه مهاجرت می‌کنند. با این وجود آزادی‌ها و عدالت اجتماعی برای زنان ترکیه‌ای، قابل قیاس با کشورهای توسعه‌یافته نیست.

## خشونت علیه زنان
متلک‌گویی، مزاحمت خیابانی و مورد تعقیب و تجاوز جنسی قرار گرفتن از مشکلات زنان در ترکیه است که می‌تواند هر زنی در هر نوع پوششی را مورد آزار قرار دهد. بسیاری از زنان ترکیه به این مشکلات جامعه معترض هستند و در تظاهرات‌ها و شبکه‌های اجتماعی، به آزردن زنان اعتراض کرده‌اند. برن سات، هنرپیشه اهل ترکیه نیز تجارب خود دربارهٔ آزارهای جنسی در کشور را به اشتراک گذاشته‌است.
چون دولت ترکیه هیچ آمار رسمی درباری قتل زنان منتشر نمی‌کند بیشتر این آمارها از توسط سازمان‌های مردم‌نهاد منتشر می‌شوند.

### خشونت خانگی
طبق یک پژوهش در سال ۲۰۰۲ که در ترکیه انجام شد ۳۶/۴٪ زنان از خشونت فیزیکی شکایت کردند و ۷۱٪ خشونت فیزیکی، روانی یا جنسی در دوران بارداری را تجربه کرده بودند.

### حق انتخاب پوشش
در سپتامبر سال ۲۰۱۶ زنی به نام عایشه‌گل ترزی به‌خاطر نوع پوشش در اتوبوس عمومی توسط یک مرد مورد حمله فیزیکی قرار گرفت. در فیلمی که از این حادثه ضبط شده بود شنیده می‌شود که مرد مهاجم او را شیطان خطاب می‌کند و می‌گوید زنانی که شلوارک می‌پوشند باید بمیرند. تظاهراتی در حمایت از این زن در استانبول برگزار شد و تظاهرکنندگان خواهان تمرکز بیشتر دولت برای پایان دادن خشونت علیه زنان شدند.
در ژوئیه سال ۲۰۱۷ صدها زن در استانبول در اعتراض به آزار‌هایی که در فضاهای عمومی به‌خاطر نوع پوششان می‌بینند تظاهرات کردند.
در ۱۰ اوت ۲۰۱۷ دو زن توسط دو مرد موتورسوار مورد آزار جنسی قرار گرفتند. پس از درخواست کمک این دو زن از دو پلیسی که در آن خیابان بودند، یکی از پلیس‌ها یکی از زنان مورد ضرب و شتم قرار داد. به گفته این زن پلیس به او گفته آزارگران کار اشتباهی انجام ندادند زیرا او لباس نامناسبی پوشیده است.

## آموزش
زنان در ترکیه هنوز از مشکلات آموزشی رنج می‌برند و زنان روستایی این کشور تحصیلاتی ندارند. بسیاری از روستایی‌های ترکیه فرزندان دخترشان را به مدرسه نمی‌فرستند. اما در سال‌های اخیر پیشرفت‌های بزرگی در بهبود وضعیت آموزشی زنان کشور حاصل شد. دولت ترکیه و سازمان‌های داخلی و خارجی بسیاری در تلاشند تا مشکلات آموزشی زنان را کاهش دهند و ترکیه به سرعت در حال نزدیک شدن به کشورهای اروپایی است.

## زنان مشهور

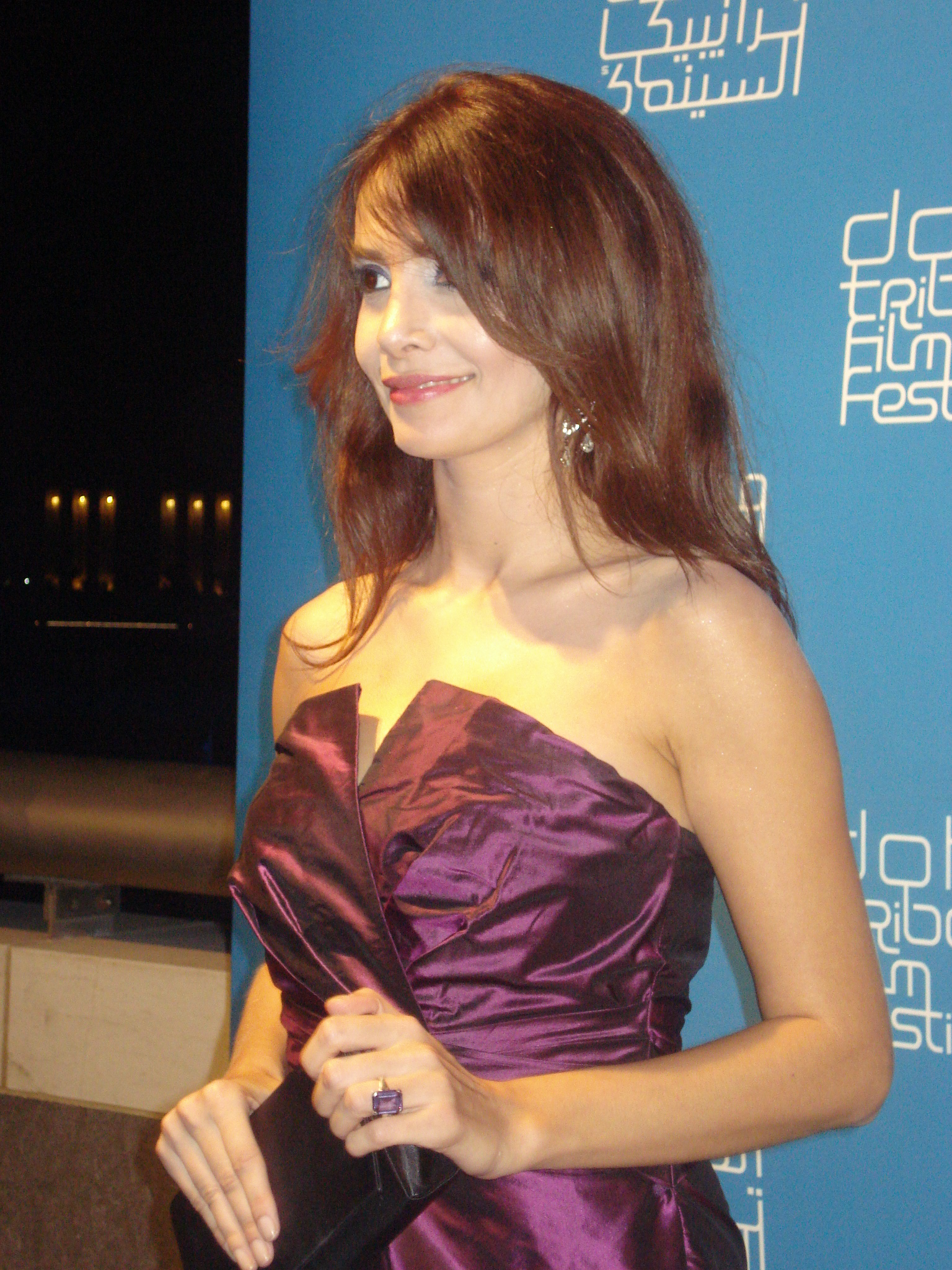
سونگل اودن، هنرپیشه و مدل
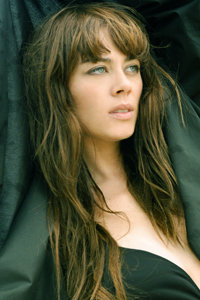
دمت اوگار، هنرپیشه و مدل
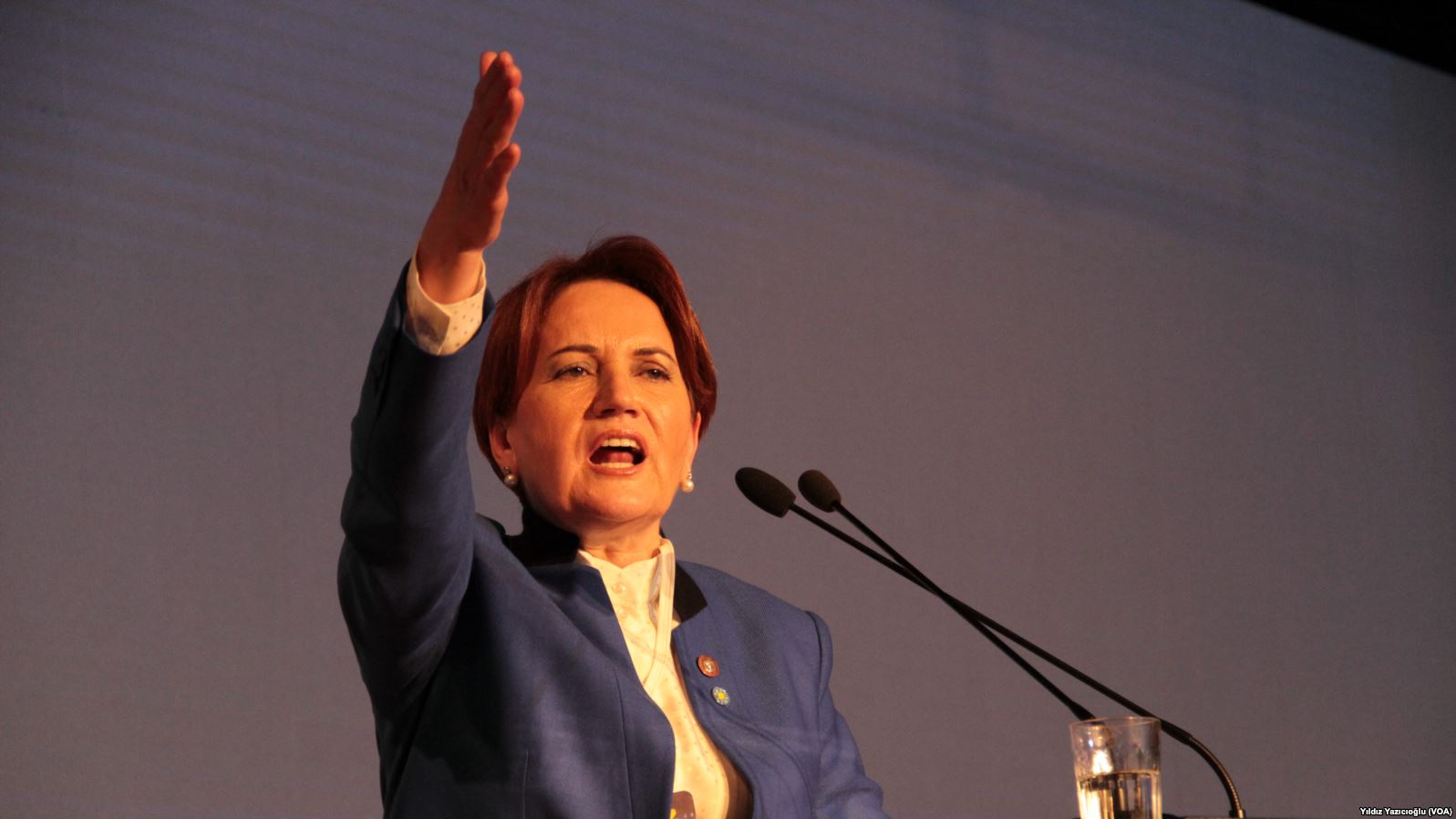
مرال آکشنر، سیاست‌مدار
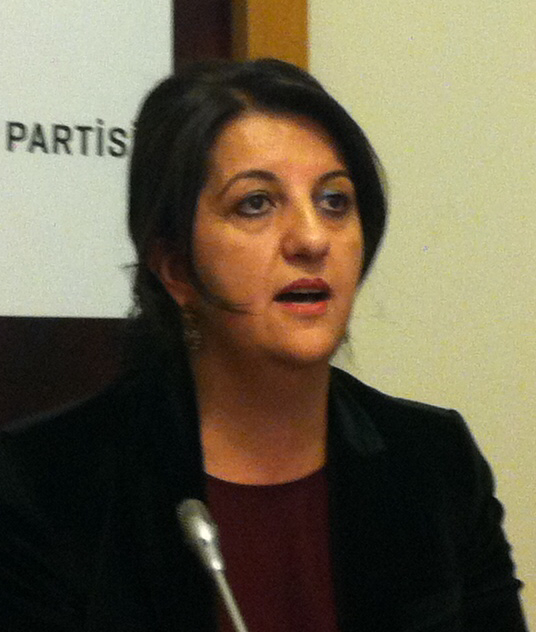
پروین بولدان، سیاست‌مدار
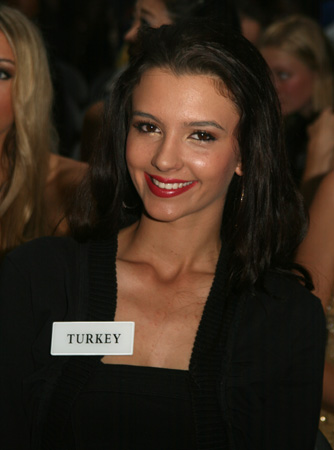
لیلا توغوتلو، مدل
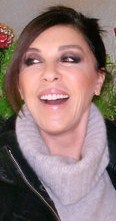
نباهت چهره، هنرپیشه و مدل
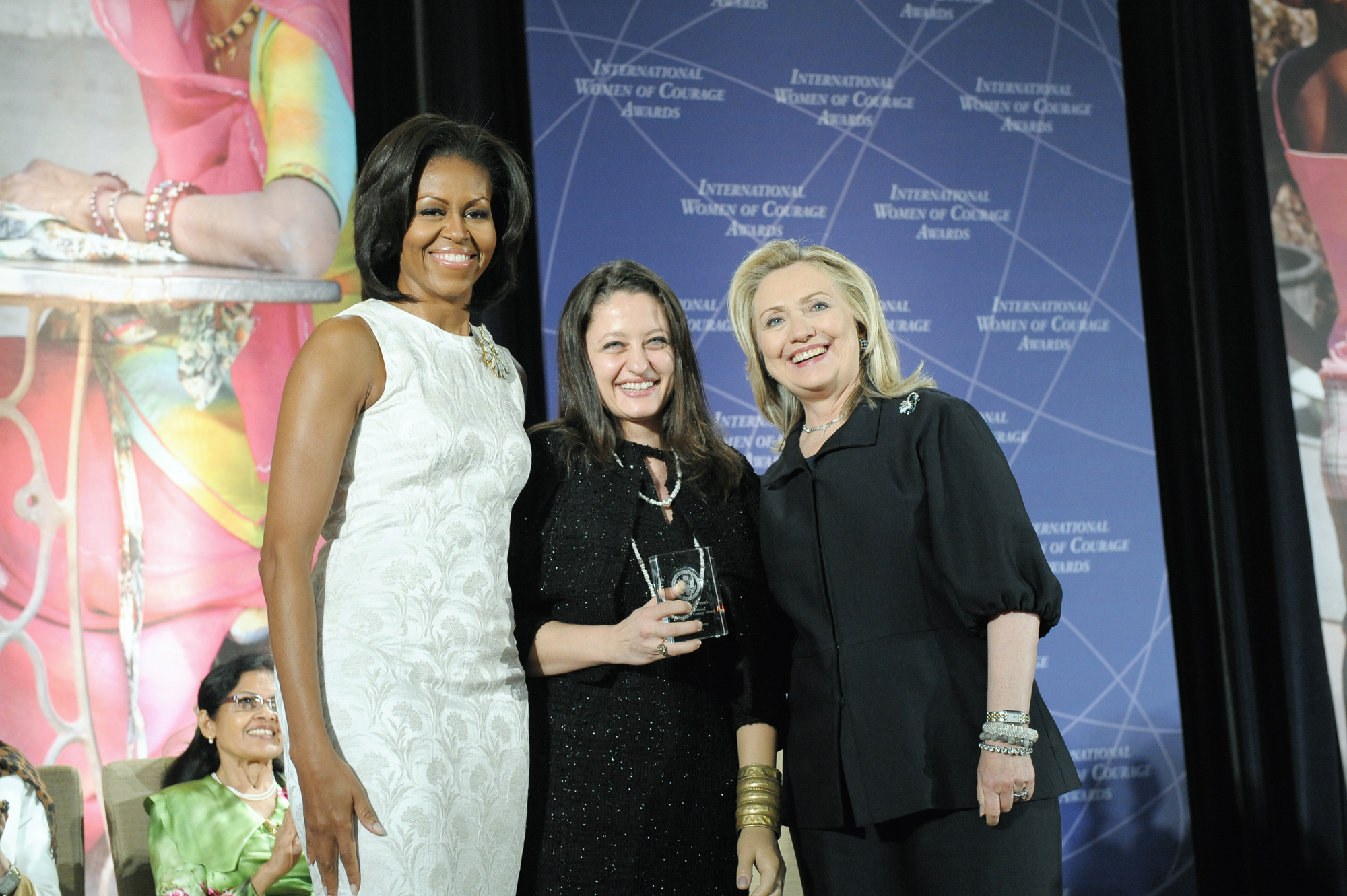
شفق پاوی، سیاست‌مدار
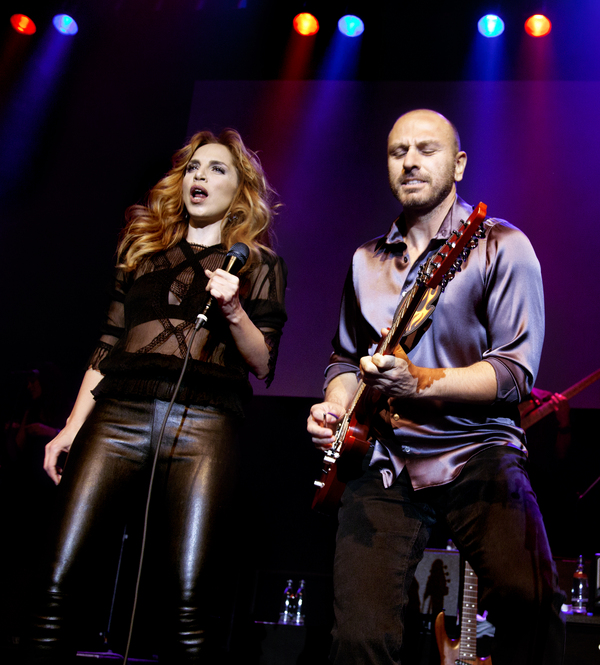
سرتاب ارنر، خواننده
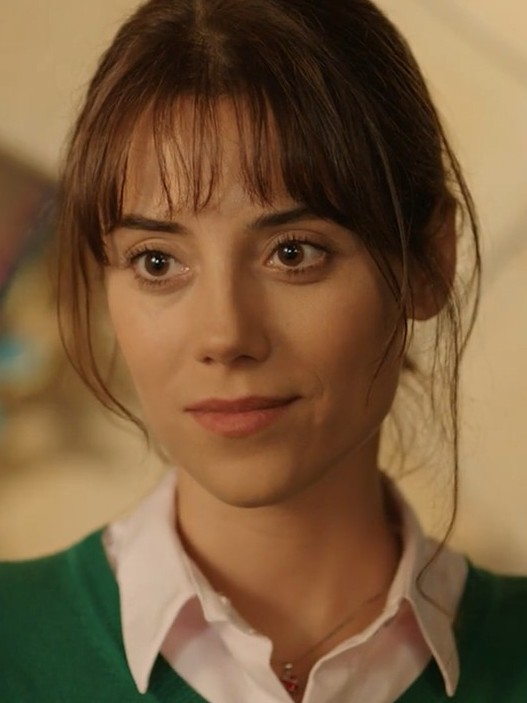
جانسو دره، هنرپیشه
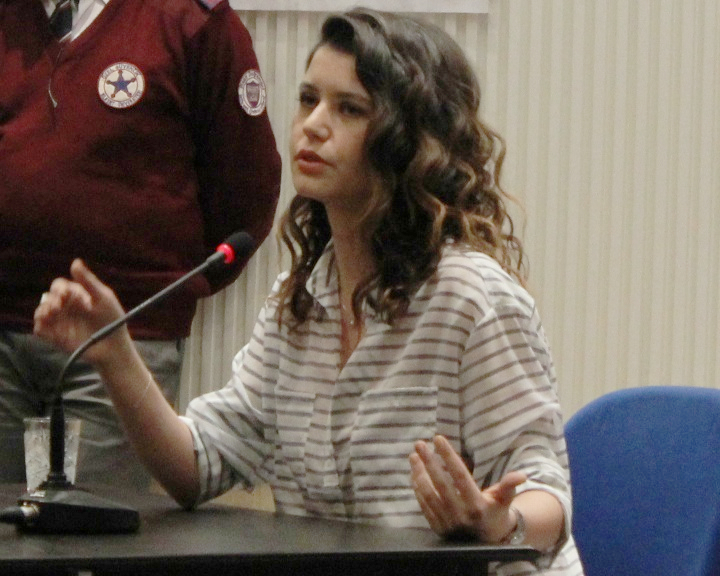
برن سات، هنرپیشه
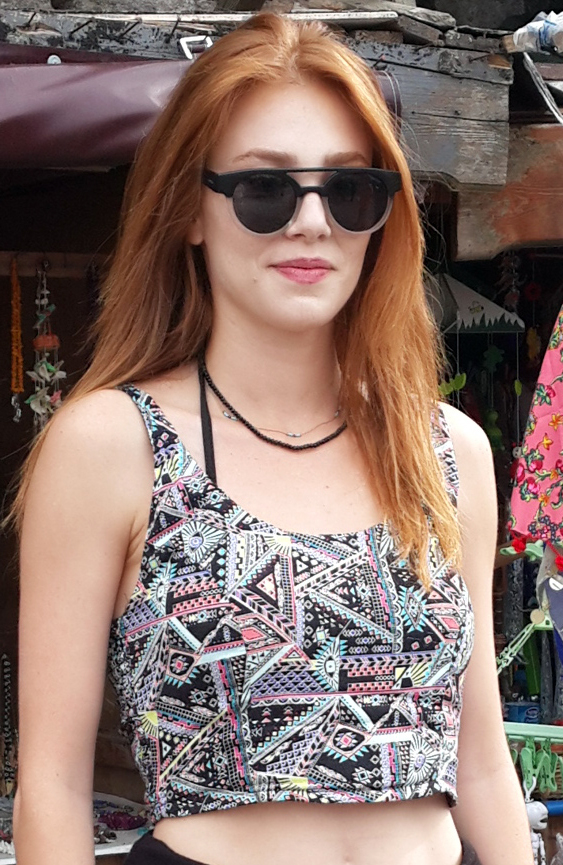
الچین سانگو، هنرپیشه و مدل
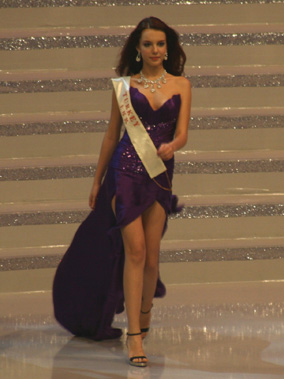
سلن سویدر، مدل
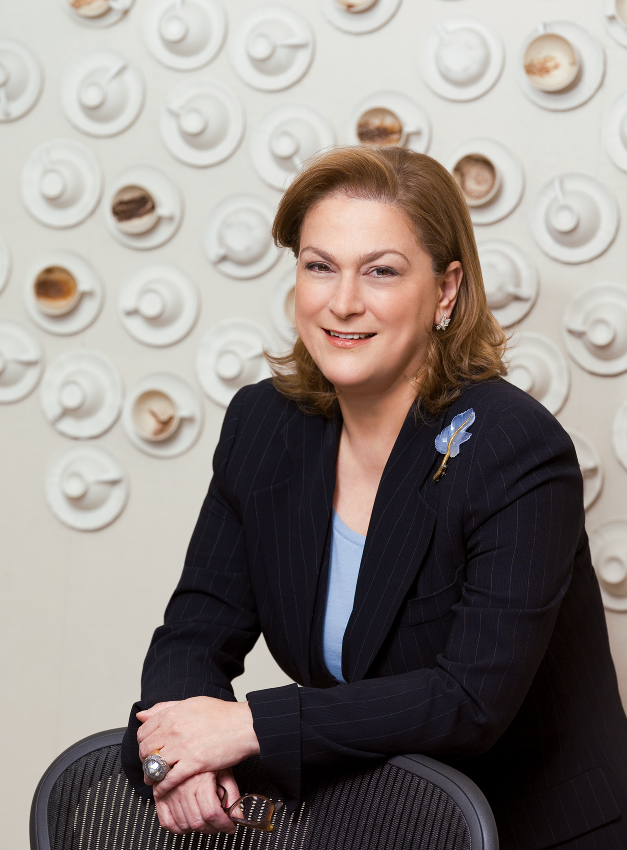
گولر سابانجی، کارآفرین، بازرگان و مدیر ارشد اجرایی
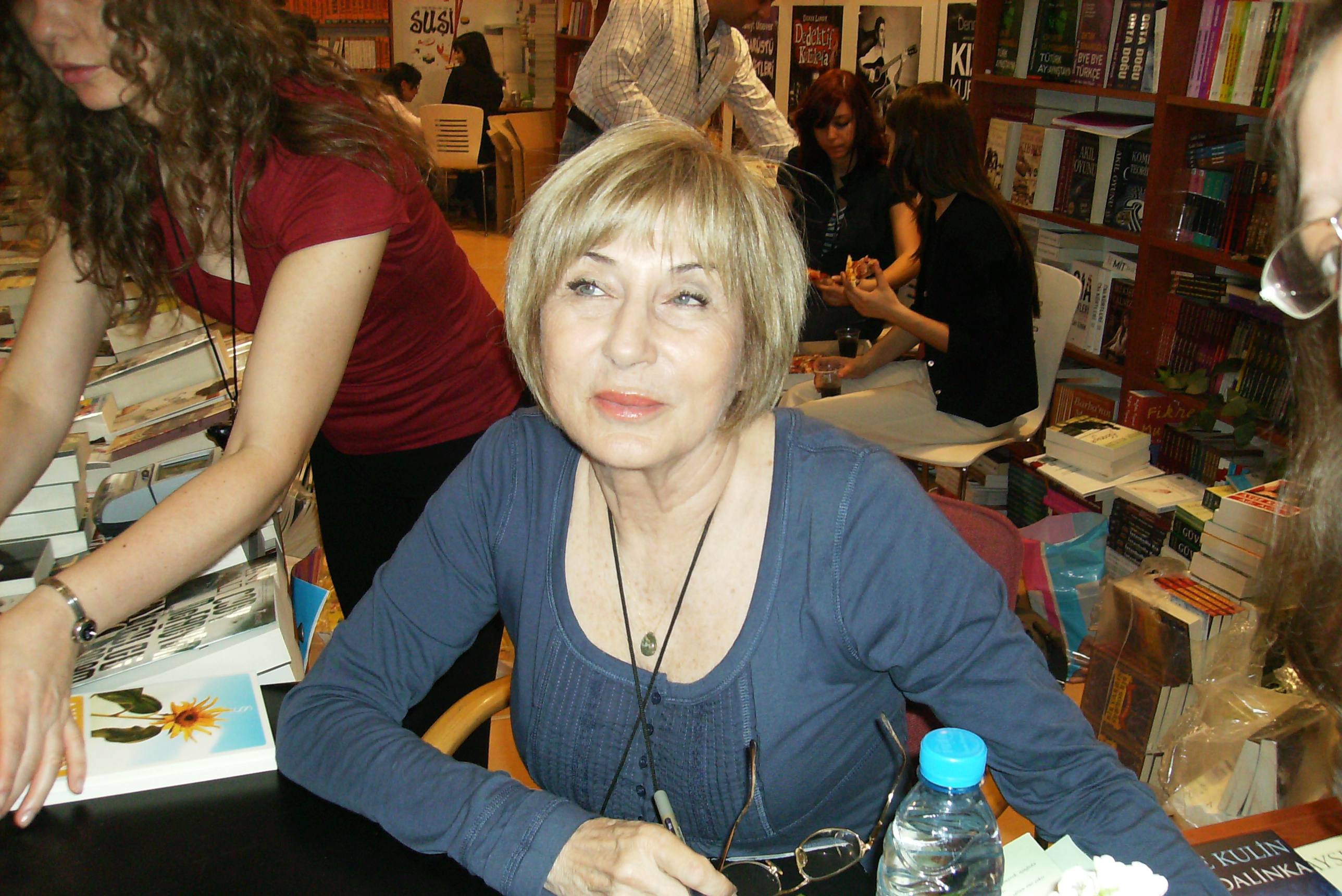
عایشه کولین، نویسنده اهل استانبول
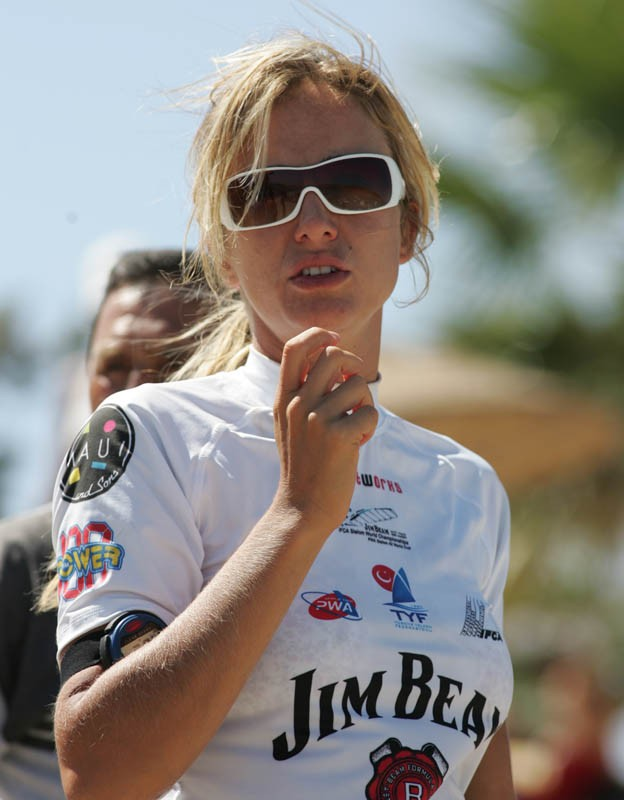
چاغلا کوبات، مدل، بازیگر و بادسوار
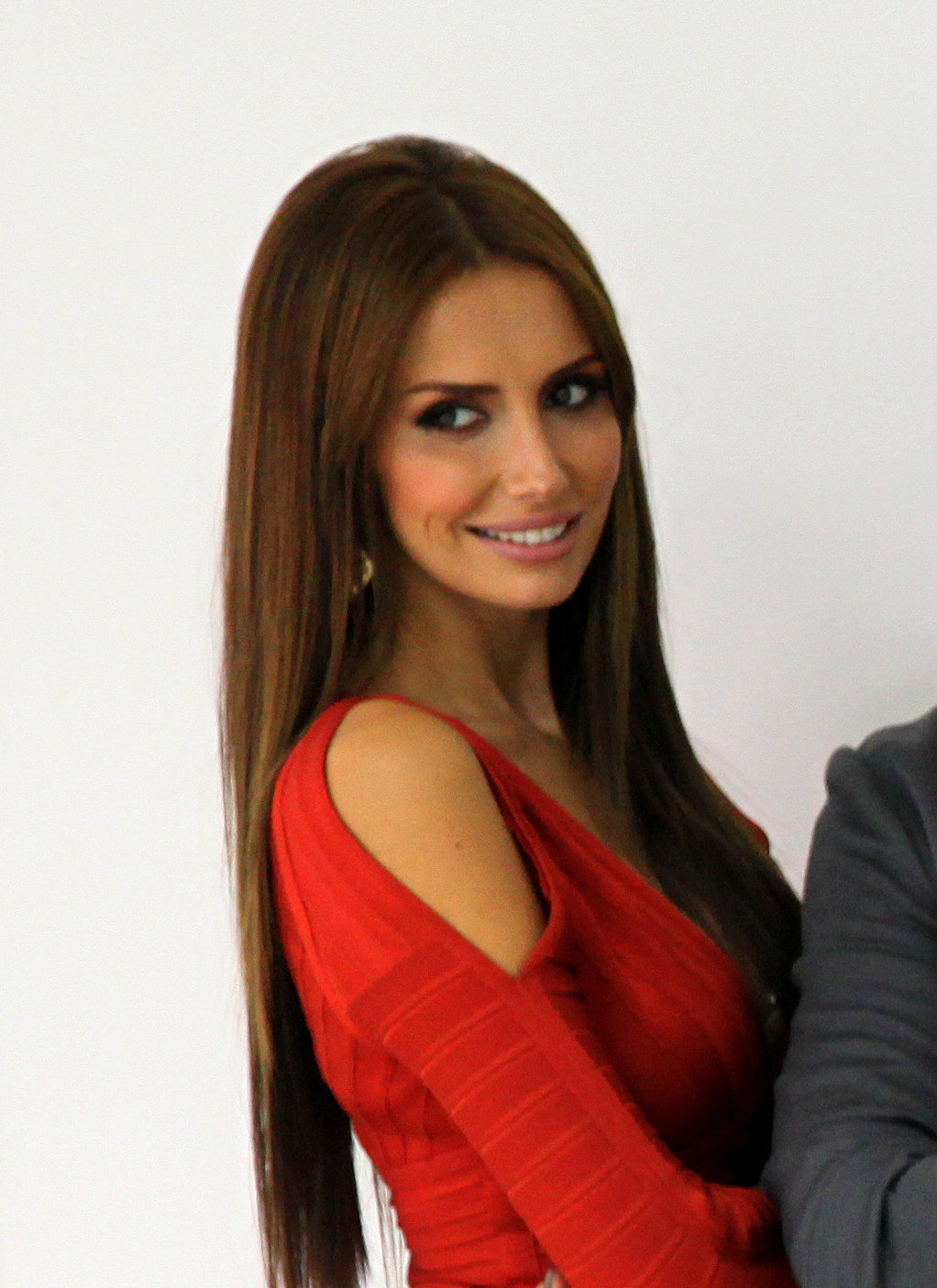
امینا یاهوویچ سندل، خواننده و مدل
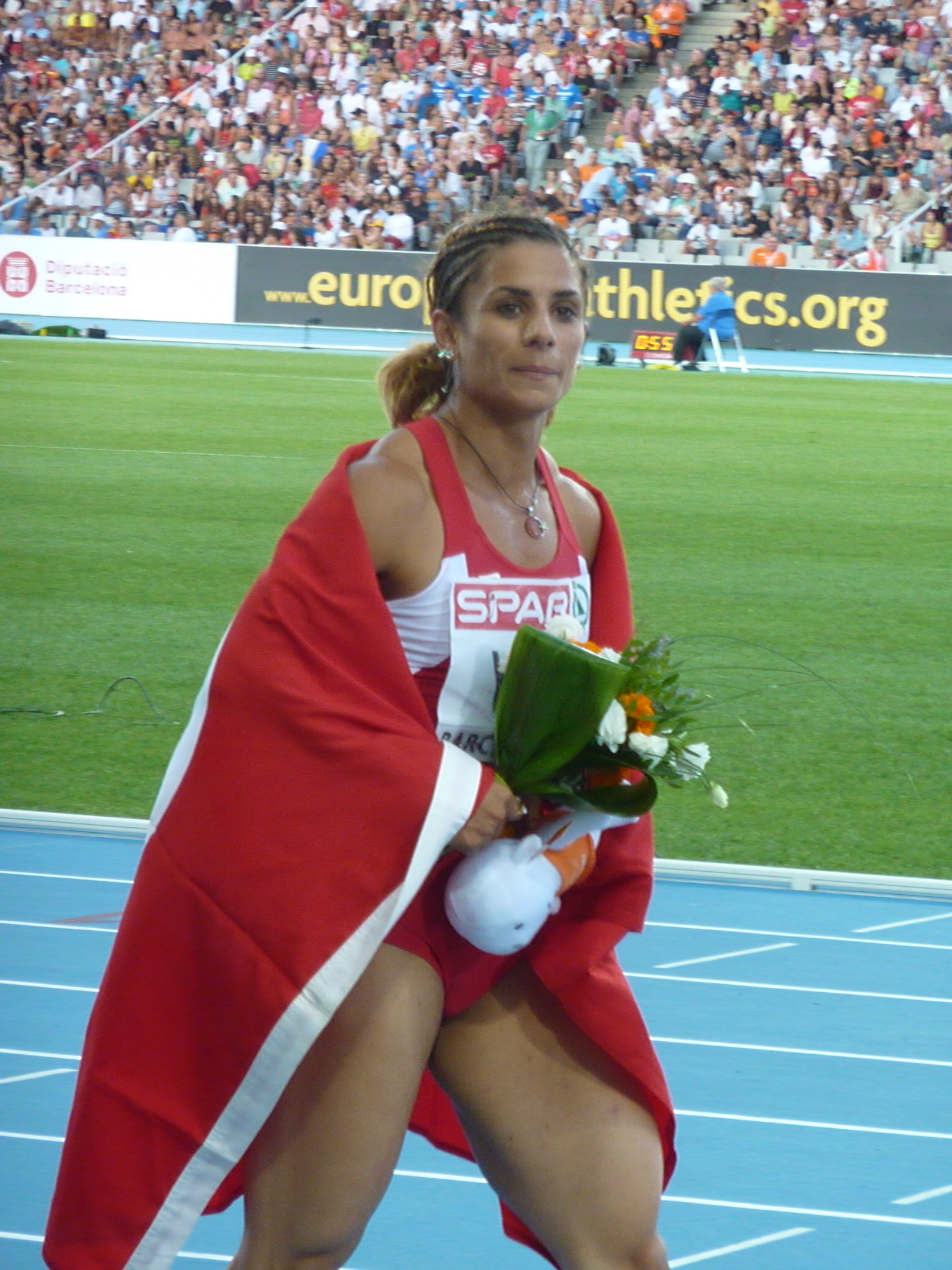
نوین یانیت، دونده مشهور
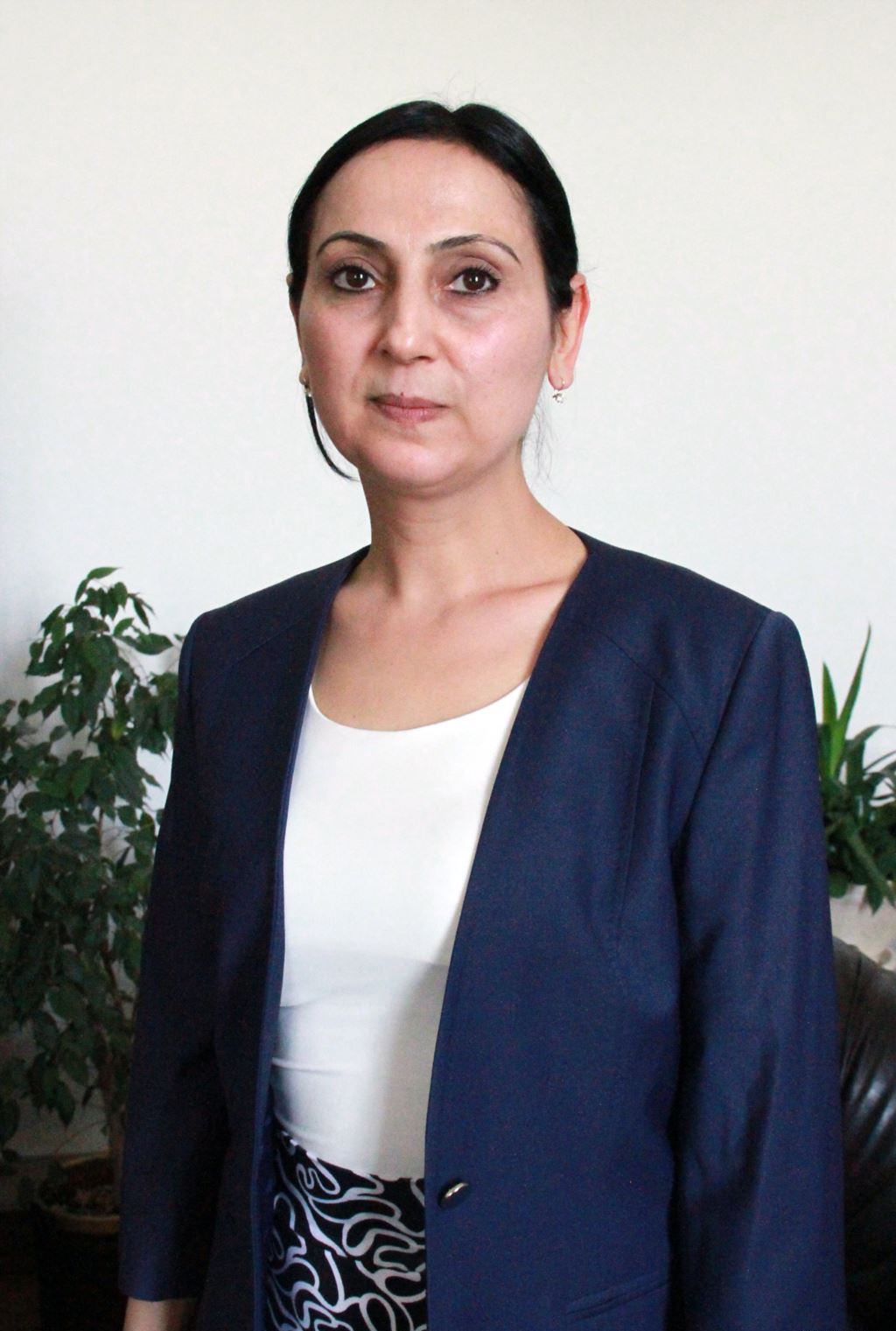
فیگن یوکسک‌داغ، سیاست‌مدار

### پیوند
1. ↑  «دشواری‌های زن بودن در ترکیه معاصر». BBC News فارسی. دریافت‌شده در ۲۰۱۹-۱۱-۱۲.
2. ↑  Turkish women relate sexual harassment stories via social media
3. ↑  Women In Turkey Share Devastating Stories Of Sexual Harassment In #Sendeanlat Twitter Campaign
4. ↑  Turkish women relate sexual harassment stories via social media
5. ↑  Women Face Rising Violence in Male-Dominated Turkey
6. ↑  Gul, Pelin. "Domestic Violence against Women in Turkey: Policy Suggestions to Prevent It". academia.edu. Retrieved 3 April 2018.
7. ↑  "Man who 'kicked woman in face for wearing shorts' told police he would be 'less aroused' if she had worn trousers". The Independent. 22 September 2016. Retrieved 22 September 2016.
8. ↑  "Probe launched after police beat women asking for help on harassment in Turkey's İzmir". hurriyetdailynews. 12 August 2017. Retrieved 12 August 2017.
9. ↑  "Young women 'beaten by police' at tourist hotspot as they 'tried to report sex assault'". Daily Mirror. 14 August 2017. Retrieved 14 August 2017.
10. ↑  "The World Factbook — Central Intelligence Agency". www.cia.gov. Archived from the original on 2 July 2017. Retrieved 3 April 2018.
11. ↑  Learning, UNESCO Institute for Lifelong (8 September 2017). "Effective Literacy Programmes". www.unesco.org. Retrieved 3 April 2018.
12. ↑  Dymond, Jonny (18 October 2004). "Turkish girls in literacy battle". BBC News. Retrieved 11 December 2006.